# Pitthea fractimacula
Pitthea fractimacula là một loài bướm đêm trong họ Geometridae.